# Ceremoni
En ceremoni betegner en række ritualer som bruges ved højtideligheder og andre specielle anledninger.
En ceremoni er en række af handlinger som bliver udført på sådan en måde, som alle deltagerne er enige om eller kender til på forhånd. Formålet med ceremonien er at danne ramme om en speciel begivenhed.

## Almindelige ceremonier i livet
En ceremoni kan markere en overgang i et menneskeliv, som har stor betydning, f.eks.:
- Dåb
- Konfirmation
- Bryllup
- Begravelse